# Спасо-Преображенская церковь (Великие Сорочинцы)
[[]]
Спасо-Преображенская церковь в Великих Сорочинцах — один из образцов церковной архитектуры Левобережной Украины начала XVIII века. Построена гетманом Даниилом Апостолом, который в ней и похоронен.
Церковь отличается богатством декоративного оформления фасадов в стиле украинского барокко.
В храме сохранился уникальный деревянный резной иконостас из семи ярусов, размером 17 × 20 м, содержащем более сотни икон.
В 1809 году в Спасо-Преображенской церкви крестили будущего великого писателя Николая Гоголя.